# Orta Guichlag
Orta Guichlag est un village de la région d'Agdam en Azerbaïdjan.

## Économie
La principale occupation de la population est l'élevage et l'agriculture.